# Jouvence (eau minérale)
Pour les articles homonymes, voir Jouvence.
Jouvence est une marque d'eau minérale gazeuse appartenant aux Grandes sources de Wattwiller (groupe Spadel).

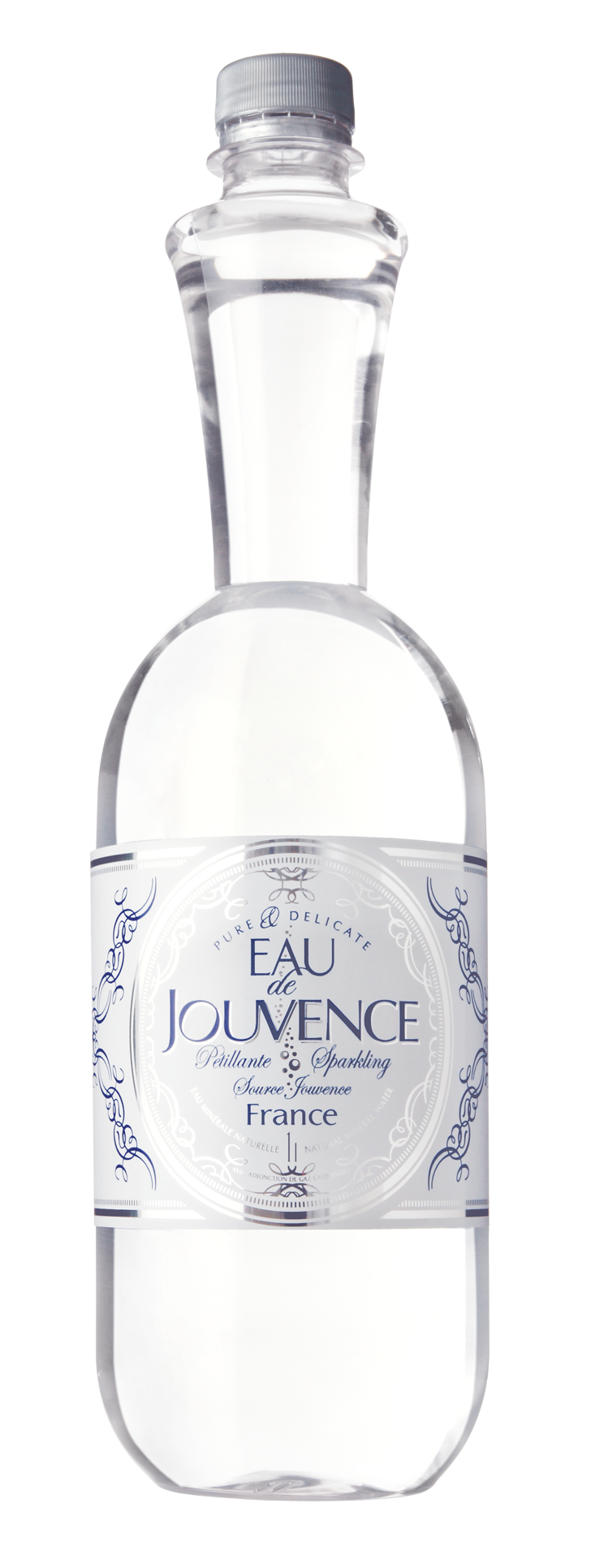
Eau de Jouvence

## Composition analytique
- Résidu sec à 180 °C : 370 mg/l

| Éléments              | Proportion en mg/l |
| --------------------- | ------------------ |
| Calcium (Ca2+)        | 100                |
| Magnésium (Mg2+)      | 11.5               |
| Sodium (Na+)          | 3                  |
| Sulfates (SO2- 4)     | 150                |
| Bicarbonates (HCO- 3) | 160                |
| Nitrates              | 0                  |

## Historique
- En 2002, lancement de la marchandisation de Jouvence, eau minérale naturelle pétillante issue de la source Jouvence, conditionnée en bouteille de 1l.
- En 2014, arrêt de la commercialisation de Jouvence.